# Àrab peninsular

Mapa que mostra las variants de l'àrab.

L'àrab peninsular és un conjunt de varietats de la llengua àrab emparentades entre si, parlades principalment als països de la Península Aràbiga i pertanyents al conjunt de varietats de l'àrab oriental.
Entre les varietats en les quals se sol dividir l'àrab peninsular estan:
- Àrab hijazí, parlat principalment en la regió de Hiŷaz
- Àrab najdí, parlat principalment a la regió de Najd.
- Àrab del Golf, parlat fonamentalment sobre la costa del Golf Pèrsic.
- Àrab bahrainí, parlat en Bahrain i la regió costanera propera.
- Àrab xihhí, parlat en la península de Musandam.
- Àrab omaní, parlat en la costa oriental Oman.
- Àrab dhofarí, parlat en la costa meridional d'Oman i l'est del Iemen.
- Àrab iemenita, parlat principalment al Iemen.